# Südkoreanische Fußballnationalmannschaft der Frauen
Die südkoreanische Fußballnationalmannschaft der Frauen repräsentiert Südkorea im internationalen Frauenfußball. Die Nationalmannschaft ist dem südkoreanischen Fußballverbandes unterstellt.
Innerhalb Asiens können sich die Südkoreanerinnen nicht gegen die starken Mannschaften aus China, Nordkorea und Japan durchsetzen. Die einzige WM-Teilnahme erreichten die Ostasiatinnen 2003 bei der Weltmeisterschaft in den USA, dort verlor man allerdings alle drei Gruppenspiele und schied aus. Kim Jin Hee erzielte dabei den einzigen Treffer Südkoreas.
2004 wurden die U-19 Juniorinnen Asienmeister.
2017 wurde mit Platz 14 die beste Platzierung in der FIFA-Weltrangliste erreicht.

## Turnierbilanz

### Weltmeisterschaft
| Jahr | Ergebnis           | Trainer      | Meiste Spiele                 | Meiste Tore           |
| ---- | ------------------ | ------------ | ----------------------------- | --------------------- |
| 1991 | nicht qualifiziert |              |                               |                       |
| 1995 | nicht qualifiziert |              |                               |                       |
| 1999 | nicht qualifiziert |              |                               |                       |
| 2003 | Vorrunde           | An Jong-goan | 11 Spielerinnen mit 3 Spielen | Kim Jin Hee (1)       |
| 2007 | nicht qualifiziert |              |                               |                       |
| 2011 | nicht qualifiziert |              |                               |                       |
| 2015 | Achtelfinale       | Yoon Duk-yeo | 8 Spielerinnen mit 4 Spielen  | 4 Spielerinnen (je 1) |
| 2019 | Vorrunde           | Yoon Duk-yeo | 9 Spielerinnen mit 3 Spielen  | Yeo Min-ji (1)        |
| 2023 | Vorrunde           | Colin Bell   |                               | Cho So-hyun (1)       |
| Alle |                    |              | Kim Jeong-mi (7)              | 5 Spielerinnen (je 1) |

### Olympische Spiele
| - 1996: nicht qualifiziert - 2000: nicht qualifiziert - 2004: nicht qualifiziert - 2008: nicht qualifiziert | - 2012: nicht qualifiziert - 2016: nicht qualifiziert - 2020: nicht qualifiziert - 2024: nicht qualifiziert |

### Asienmeisterschaft
- 1975 bis 1989: Nicht teilgenommen
- 1991: Gruppenphase
- 1993: Gruppenphase
- 1995: Vierter Platz
- 1997: Gruppenphase
- 1999: Gruppenphase
- 2001: Vierter Platz
- 2003: Dritter Platz
- 2006: Vorrunde
- 2008: Vorrunde
- 2010: Vorrunde
- 2014: Vierter Platz
- 2018: Fünfter Platz
- 2022: Zweiter Platz
- 2026: Qualifiziert

### Asienspiele
| - 1990: 5. Platz - 1994: 4. Platz - 1998: Vorrunde - 2002: 4. Platz - 2006: 4. Platz - 2010: 3. Platz - 2014: 3. Platz - 2018: 3. Platz - 2023: Viertelfinale |

### Ostasienmeisterschaft
| - 2005: Erster - 2008: Vierter - 2010: Dritter - 2013: Dritter - 2015: Zweiter - 2017: Vierter - 2019: Zweiter |

### Zypern-Cup
| - 2008 bis 2010: nicht teilgenommen - 2011: Sechster - 2012: Fünfter - 2013: Zehnter - 2014: Dritter - 2015: 11. Platz - 2016: nicht gemeldet, da gleichzeitig das Qualifikationsturnier zu den Olympischen Sommerspielen 2016 stattfand - 2017: 2. Platz - 2018 bis 2020: nicht teilgenommen |

### Algarve-Cup
Südkorea nahm 2018 erstmals an diesem parallel zum Zypern-Cup stattfindenden Turnier teil und erreichte das Spiel um Platz 7 gegen Norwegen, das nach 45 Minuten beim Stand von 0:0 wegen Unbespielbarkeit des Platzes abgebrochen wurde.

## Kader
Siehe Fußball-Weltmeisterschaft der Frauen 2023/Südkorea#Kader

## Spiele gegen Nationalmannschaften deutschsprachiger Länder
Alle Ergebnisse aus südkoreanischer Sicht.

### Deutschland
| Datum          | Ort      | Ergebnis | Anlass      |
| 3. August 2023 | Brisbane | 1:1      | WM-Vorrunde |

### Schweiz
| Datum        | Ort             | Ergebnis | Anlass            |
| 5. März 2014 | Paralimni (CYP) | 1:1      | Zypern-Cup        |
| 8. März 2017 | Larnaka (CYP)   | 0:1      | Zypern-Cup-Finale |

### Österreich
| Datum        | Ort           | Ergebnis | Anlass     |
| 1. März 2017 | Larnaka (CYP) | 0:0      | Zypern-Cup |